# Tubarão-cabeça-de-asa
O tubarão-cabeça-de-asa (Eusphyra blochii) é uma espécie de tubarão-martelo e faz parte da família Sphyrnidae. Atingindo um comprimento de 1,9 m, esse pequeno tubarão, que tem coloração variando de marrom a cinza, tem um corpo esguio com uma primeira barbatana dorsal alta e em forma de foice. Seu nome vem de seu “martelo” excepcionalmente grande, ou cefalofólio, que pode ter a largura de metade do comprimento total do tubarão. A função dessa estrutura não é clara, mas pode estar relacionada aos sentidos do tubarão. O grande espaçamento entre os olhos proporciona uma excelente visão binocular, enquanto as narinas extremamente longas na margem anterior do cefalofólio podem permitir uma melhor detecção e rastreamento de rastros de odores na água. O cefalofólio também oferece uma grande área de superfície para suas ampolas de Lorenzini e linha lateral, com possíveis benefícios para a eletrorrecepção e mecanorrecepção, respectivamente.
Habitando as águas costeiras rasas do Indo-Pacífico central e ocidental, o tubarão-cabeça-de-asa se alimenta de pequenos peixes ósseos, crustáceos e cefalópodes. São vivíparos, com os embriões em desenvolvimento recebendo nutrientes por meio de uma conexão placentária. As fêmeas produzem ninhadas anuais de 6 a 25 filhotes; dependendo da região, o nascimento pode ocorrer de fevereiro a junho, após um período de gestação de 8 a 11 meses. Essa espécie inofensiva é amplamente pescada para obtenção de carne, sopa de barbatanas de tubarão, óleo de fígado de tubarão [en] e farinha de peixe. A União Internacional para a Conservação da Natureza o avaliou como espécie em perigo em 2016, pois acredita-se que ela tenha diminuído em algumas partes de sua área de distribuição devido à pesca excessiva.

## Taxonomia
Em 1785, o naturalista alemão Marcus Elieser Bloch descreveu um tubarão que ele chamou de Squalus zygaena (um sinônimo de Sphyrna zygaena, o tubarão-martelo-liso). O zoólogo francês Georges Cuvier, em uma breve nota de rodapé sobre o relato do S. zygaena em seu Le Règne animal distribué d'après son organisation, pour servir de base à l'histoire naturelle des animaux et d'introduction à l'anatomie comparée, de 1817, observou que o espécime de Bloch (que ele rotulou de “z. nob. Blochii”) não era um tubarão-martelo liso, mas sim uma espécie diferente. Embora Cuvier não tenha proposto um nome binomial adequado, seu colega Achille Valenciennes o interpretou como tal em 1822, quando descreveu detalhadamente outro espécime da mesma espécie, chamando-o de Zygaena Blochii nobis e atribuindo o nome a Cuvier.
Em 1862, Theodore Nicholas Gill colocou o tubarão-cabeça-de-asa em seu próprio gênero, Eusphyra, derivado do grego antigo eu (“bom” ou “verdadeiro”) e sphyra (“martelo”). Entretanto, autores posteriores não aceitaram Eusphyra e preferiram manter essa espécie com os outros tubarões-martelo no gênero Sphyrna. O nome Eusphyra foi ressuscitado por Henry Bryant Bigelow [en] e William Charles Schroeder [en] em 1948 e passou a ser mais usado depois que pesquisas taxonômicas adicionais foram publicadas por Leonard Compagno [en] em 1979 e 1988. No entanto, algumas fontes ainda se referem a essa espécie como Sphyrna blochii. Outros nomes comuns para o tubarão-cabeça-de-asa incluem ponta-de-flecha, tubarão-martelo-com-cabeça-de-flecha e tubarão-martelo-delgado.

## Filogenia
A visão tradicional da evolução do tubarão-martelo é que as espécies com cefalofólios menores evoluíram primeiro a partir de um ancestral da família dos carcarrinídeos e, mais tarde, deram origem a espécies com cefalofólios maiores. De acordo com essa interpretação, o tubarão-cabeça-de-asa é o tubarão-martelo mais derivado, pois tem a morfologia mais extrema do cefalofólio. No entanto, pesquisas filogenéticas moleculares baseadas em isozimas, DNA mitocondrial e DNA nuclear encontraram o padrão oposto, com o tubarão-cabeça-de-asa como o membro mais basal da família dos tubarões-martelo. Esse resultado apoia a ideia contraintuitiva de que o primeiro tubarão-martelo a evoluir tinha um cefalofólio grande. Ele também apoia a separação de Eusphyra de Sphyrna, mantendo a última monofilética (incluindo todos os descendentes de um único ancestral). Estima-se que a linhagem do tubarão-cabeça-de-asa tenha divergido do restante dos tubarões-martelo há cerca de 15 a 20 milhões de anos, durante o Mioceno.

## Descrição

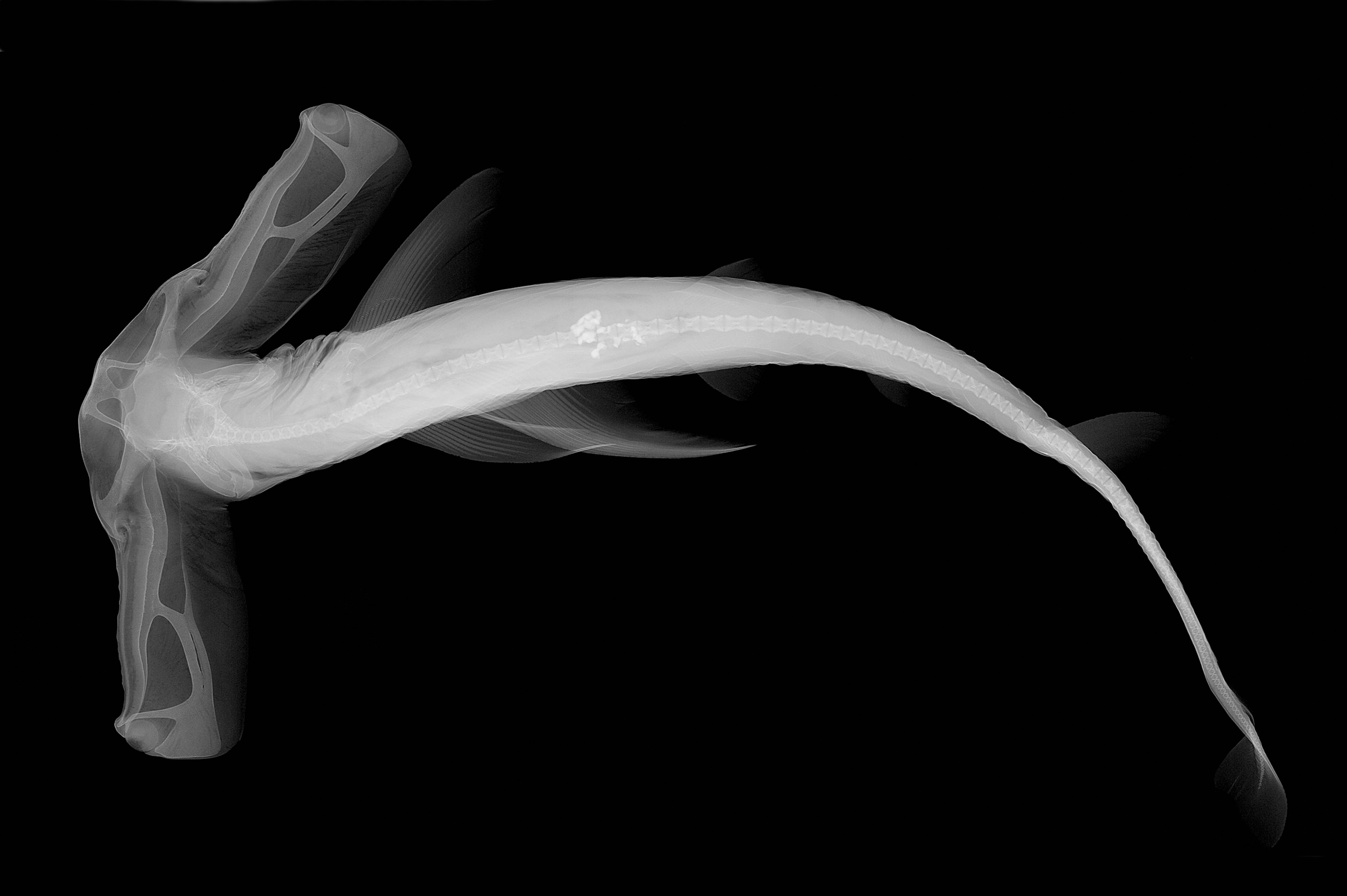
Tubarão-cabeça-de-asa, imagem de raio X.

Fazendo jus ao seu nome, o cefalofólio do tubarão-cabeça-de-asa consiste em um par de lâminas longas, estreitas e suavemente inclinadas para trás. A largura do cefalofólio é igual a 40-50% do comprimento total do tubarão. A parte frontal do cefalofólio tem uma leve reentrância no meio e uma leve protuberância em cada lado, na frente das narinas. Cada narina tem aproximadamente o dobro do comprimento da largura da boca e se estende por quase toda a margem dianteira de cada lâmina. Os olhos circulares, localizados nos cantos externos dianteiros do cefalofólio, são equipados com membranas nictitantes protetoras. A boca relativamente pequena e arqueada contém 15-16 fileiras de dentes superiores e 14 fileiras de dentes inferiores em cada lado e, às vezes, também uma única fileira de dentes minúsculos nas sínfises superiores e/ou inferiores (pontos médios da mandíbula). Os dentes são pequenos e de bordas lisas, com cúspides triangulares anguladas. São vistos cinco pares de fendas branquiais, com o quinto par sobre as origens da barbatana peitoral.
O corpo é esguio e aerodinâmico, com uma primeira barbatana dorsal muito alta, estreita e em forma de foice que se origina sobre as bases das barbatanas peitorais bastante pequenas. A segunda barbatana dorsal é muito menor e se origina sobre o terço caudal da base da barbatana anal. A barbatana anal tem aproximadamente a metade do comprimento da segunda barbatana dorsal. Há um sulco longitudinal no pedúnculo caudal na origem dorsal da barbatana caudal. O lobo superior da barbatana caudal é mais longo do que o lobo inferior e tem um entalhe na margem posterior perto da ponta. A pele é coberta por dentículos dérmicos sobrepostos, cada um com três cristas horizontais que levam a dentes marginais. Essa espécie tem coloração que varia de cinza-acastanhada a cinza na parte superior e esbranquiçada na parte inferior, sem marcas nas barbatanas. O tubarão cresce até 1,9 m de comprimento.

## Distribuição e habitat
O tubarão-cabeça-de-asa é encontrado no Indo-Pacífico central e ocidental, do Golfo Pérsico para o leste, atravessando o sul e o sudeste da Ásia até a Nova Guiné e o norte de Queensland. Sua área de distribuição se estende até o norte de Taiwan e até o sul das Ilhas Montebello [en], ao largo da Austrália Ocidental. Essa espécie habita águas rasas próximas à costa e é conhecida por entrar em estuários.

## Biologia e ecologia

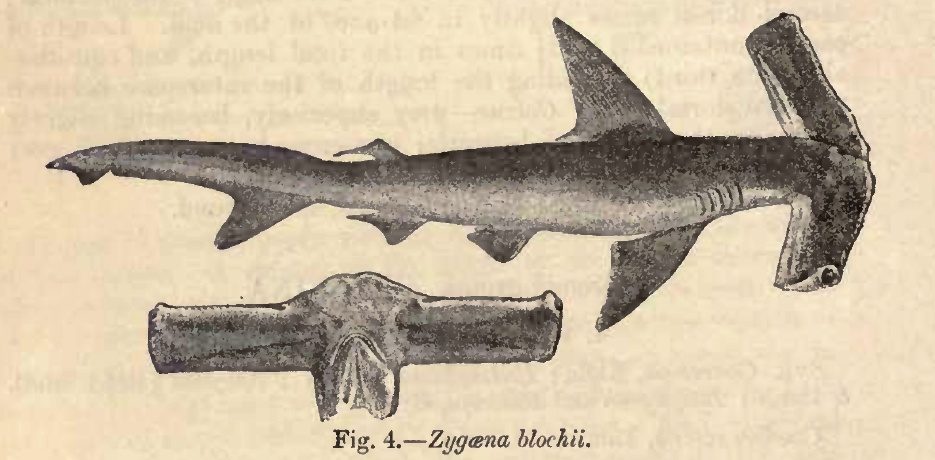
Ilustração de um tubarão-cabeça-de-asa da Fauna of British India (1889), mostrando o cefalofólio notavelmente largo: a função dessa estrutura ainda não está clara.

Várias hipóteses não excludentes foram propostas para explicar o tamanho extremo do cefalofólio do tubarão-cabeça-de-asa. A posição dos olhos nas extremidades do cefalofólio proporciona um campo de visão binocular de 48°, o maior de todos os tubarões-martelo e quatro vezes maior que o de um tubarão da família dos carcarrinídeos; essa espécie, portanto, tem excelente percepção de profundidade, o que pode ajudar na caça. Essa espécie também tem proporcionalmente as maiores narinas entre os tubarões-martelo; narinas maiores contêm mais receptores olfativos e podem coletar mais amostras de água por vez, aumentando as chances de detectar uma molécula de odor. Um tubarão-cabeça-de-asa com 1 m de comprimento é teoricamente capaz de coletar mais de 2.300 cm³ de água por segundo. Outro possível benefício olfativo do cefalofólio é o aumento da separação entre os pontos médios das narinas esquerda e direita, o que aumenta a capacidade do tubarão de determinar a direção de um rastro de odor. Por fim, o cefalofólio pode aumentar a capacidade do tubarão de detectar os campos elétricos e os movimentos de suas presas, fornecendo uma área de superfície maior para suas ampolas eletrorreceptivas de Lorenzini e para a linha lateral mecanorreceptiva. As lâminas laterais parecem grandes demais para funcionar em manobras, o que foi sugerido para outros tubarões-martelo.
O tubarão-cabeça-de-asa geralmente caça perto do fundo do mar. Sua dieta consiste principalmente de pequenos peixes ósseos, seguidos de crustáceos e cefalópodes. Os parasitas conhecidos dessa espécie incluem as tênias Callitetrarhynchus blochii, Heteronybelinia heteromorphi, Otobothrium carcharidis, O. mugilis, Phoreiobothrium puriensis, e Phyllobothrium blochii, os nematóides Hysterothylacium ganeshi, Pseudanisakis sp,  Raphidascaroides blochii, e Terranova sp., o copépode Caligus furcisetifer, e o protozoário Eimeria zygaenae.

### História de vida
O tubarão-cabeça-de-asa é vivíparo como o resto de sua família, com os filhotes em desenvolvimento sustentados até o fim por uma conexão placentária com a mãe. As fêmeas adultas têm um único ovário funcional, à direita, e dois úteros funcionais. Durante a gravidez, formam-se compartimentos dentro dos úteros, um para cada embrião. Nas águas ao redor de Mumbai, a época de acasalamento é em julho e agosto, durante as monções. Os machos mordem as laterais das fêmeas como um prelúdio para a cópula. As fêmeas podem se reproduzir todos os anos; o tamanho da ninhada varia de 6 a 25 filhotes e aumenta conforme o tamanho da fêmea. O período de gestação dura de 8 a 9 meses no oeste da Índia e de 10 a 11 meses no norte da Austrália. Foi relatado que as fêmeas grávidas brigam entre si.
Inicialmente, o embrião é nutrido pela gema e se desenvolve de forma semelhante a outros tubarões. Em um comprimento de 4 a 4,5 cm, o cefalofólio e as barbatanas começam a se formar. Quando o embrião tem de 12 a 16 cm de comprimento, o suprimento de gema começa a se esgotar e aparecem dobras na vesícula vitelina e na parede uterina, que mais tarde se entrelaçam para formar a placenta. Nesse estágio, o embrião tem a maioria das características de um adulto, embora seja rudimentar e incolor. As lâminas do cefalofólio estão dobradas para trás ao longo do corpo e os longos filamentos externos das brânquias se projetam das fendas branquiais. Em um comprimento de 20 a 29 cm, a placenta se formou; os primeiros dentes, dentículos dérmicos e pigmentação da pele aparecem no embrião, e as brânquias externas estão muito reduzidas em tamanho. Quando o embrião atinge 30 cm de comprimento, ele se assemelha a uma versão em miniatura do adulto.
O nascimento ocorre em maio e junho em Mumbai e Parangipettai, em março e abril no Golfo de Manar e em fevereiro e março no norte da Austrália. Os filhotes emergem com a cauda primeiro e seus cefalofólios permanecem dobrados até depois do nascimento para facilitar a passagem pela cloaca. Os recém-nascidos medem de 32 a 47 cm de comprimento. A maturidade sexual é atingida em torno de 1 a 1,1 m de comprimento para os machos e de 1,1 a 1,2 m para as fêmeas. Sua expectativa máxima de vida é de pelo menos 21 anos.

## Interação com os seres humanos
Inofensivo para os seres humanos, o tubarão-cabeça-de-asa é capturado em toda a sua área de distribuição com redes de emalhar, redes de cerco, redes de pesca, palangres e linhas de anzol. A carne é vendida fresca, as barbatanas são exportadas para a Ásia para produzir a sopa de barbatanas de tubarão, o fígado é uma fonte de óleo vitamínico e as vísceras são processadas como farinha de peixe. Essa espécie é capturada em grandes quantidades em algumas áreas, como no Golfo da Tailândia e ao largo da Índia e da Indonésia, e evidências indicam que sua população sofreu com isso. A União Internacional para a Conservação da Natureza listou o tubarão-cabeça-de-asa como em perigo de extinção. Essa espécie é capturada com pouca frequência nas águas australianas, onde foi avaliada regionalmente como pouco preocupante pela IUCN.